# Unfallforschung
Die Unfallforschung hat als Teil der Ingenieurwissenschaften das Ziel, Ablauf und Ursachen eines Unfalles zu rekonstruieren (Unfallanalyse). Die daraus gewonnenen Erkenntnisse sind darüber hinaus in ihrer Summe Grundlagen für die Erarbeitung von Vorschriften und Ansätzen der Unfallverhütung. Die Unfallforschung bzw. die Anfertigung eines Unfallberichtes ist vom Gesetz ab einer bestimmten Schadenshöhe oder bei schwersten Personenschäden vorgeschrieben.
Dabei spielen im Ablauf eines Unfalls häufig drei Phasen zusammen: vorab die Gefahrenerkennung und eventuell Abwehrhandlungen bis zum Unfallereignis/zur Kollision, die eigentliche Kollisions- und die Auslaufphase, die jeweils getrennt darzustellen wären. Zu prüfen ist die Ab- bzw. die Unabwendbarkeit des Ereignisses für den Maschinen-/Fahrzeuglenker/-führer.

## Unfallforschungseinrichtungen

### Arbeitsunfälle
Die Aufarbeitung von Arbeitsunfällen und deren Auswertung werden in Deutschland unter anderem durch die gesetzlichen Unfallversicherungen durchgeführt oder extern in Auftrag gegeben. Dazu betreiben die Unfallversicherungsträger folgende Forschungseinrichtungen:
- das Institut für Arbeitsschutz der Deutschen Gesetzlichen Unfallversicherung (IFA),
- das Institut für Arbeit und Gesundheit der Deutschen Gesetzlichen Unfallversicherung (IAG),
- das Institut für Prävention und Arbeitsmedizin der Deutschen Gesetzlichen Unfallversicherung (IPA),
- das Institut für Gefahrstoffforschung (IGF) bei der Berufsgenossenschaft Rohstoffe und chemische Industrie,
- das Institut zur Erforschung elektrischer Unfälle (IEU) bei der Berufsgenossenschaft Energie Textil Elektro Medienerzeugnisse
- das Institut für Strahlenschutz,
- das Zentrum für Sicherheitstechnik (ZS) der Berufsgenossenschaft der Bauwirtschaft,
- die Hauptstelle für das Grubenrettungswesen (HGRW) der Berufsgenossenschaft Rohstoffe und chemische Industrie,
- das Zentrallabor der BG Nahrungsmittel und Gaststätten.

In der Schweiz lässt die größte schweizerische Unfallversicherung, die Schweizerische Unfallversicherungsanstalt (SUVA), die meisten Unfallgutachten durchführen. Diese beziehen sich sowohl auf Berufsunfälle wie Nichtberufsunfälle.

### Straßenverkehr
Für die Aufnahme der Daten eines Unfalles auf öffentlichen Straßen ist normalerweise die Polizei zuständig, die oft spezialisierte Kräfte dafür bereitstellt. Die Auswertung ist hingegen je nach Bundesland bzw. Staat unterschiedlich. Die örtliche Einmessung der Unfallspuren kann durch sachkundige fotografische Aufnahmen wesentlich unterstützt bzw. beschleunigt werden – siehe Unfallfotogrammetrie.
In Deutschland wird Unfallforschung im Straßenverkehr von unterschiedlichen Organisationen betrieben, unter anderem von der Verkehrsunfallforschung an der TU Dresden GmbH, von der Unfallforschung der Medizinischen Hochschule Hannover (Verkehrsunfallforschung), der Unfallforschung der DEKRA und der Unfallforschung der Versicherer (UDV). Darüber hinaus betreiben auch verschiedene Fahrzeughersteller eine eigene Unfallforschung. Dabei werden reale (Verkehrs-)Unfälle vor Ort untersucht und statistisch erfasst. Das Ziel der Unfallforschung ist es, Informationen über Fahrzeugsicherheit, Mängel im Straßenraum, häufige Unfallursachen, Unfallorte oder typische Verletzungen, aber auch Verkehrsverhaltensprobleme zu ermitteln. Dieses Wissen kann herangezogen werden, um Unfälle zu vermeiden oder die Folgen von Unfällen zu verringern.
Eine wesentliche Grundlage für die Unfallforschung ist die in Deutschland von der Polizei und den Straßenbau- und Verkehrsbehörden geleistete örtliche Unfalluntersuchung gemeinsam in den sogenannten Unfallkommissionen. Diese werden in fast allen Bundesländern speziell für ihre Aufgabe nach einem Standard, der unter Federführung der Unfallforschung der Versicherer gemeinsam mit Ländervertretern erarbeitet worden ist, qualifiziert.

### Schienenverkehr
In Deutschland ist die Eisenbahn-Unfalluntersuchungsstelle des Bundes (EUB) für die Unfalluntersuchung zuständig. Die EUB – unter Leitung des Bundesministeriums für Verkehr, Bau und Stadtentwicklung (BMVBS) – ist eine unabhängige Stelle zur Untersuchung von gefährlichen Ereignissen im Eisenbahnbetrieb. Die Eisenbahnunternehmen sind verpflichtet, Unfälle nach bestimmten Kriterien zu melden. Die EUB führt auch eine Statistik über gefährliche Ereignisse.
In der Schweiz ist der Bereich Bahnen und Schiffe der Schweizerischen Sicherheitsuntersuchungsstelle (SUST) für die Aufnahme der Unfallursache bei Unfällen mit Beteiligung eines Transportmittels des öffentlichen Verkehrs zuständig (Bahnen, Seilbahnen, Linienbusse, Schiffe) verantwortlich.
In Österreich ist die Sicherheitsuntersuchungsstelle des Bundes (SUB) die Sicherheitsuntersuchungsstelle.

### Flugverkehr
Die Internationale Zivilluftfahrt-Organisation (ICAO) hat mit dem Übereinkommen von Chicago in den Artikeln 26, 37 und 38 vorgesehen, dass sich die Unterzeichnernationen verpflichten, sich an die von der ICAO herausgegebenen Richtlinien zu halten, welche auch die Unfalluntersuchung beinhalten.
In Deutschland ist die Bundesstelle für Flugunfalluntersuchung für die Aufnahme und Untersuchung von Störungen und Unfällen im Luftverkehr zuständig. In Österreich übernimmt dies die Sicherheitsuntersuchungsstelle des Bundes (SUB), eine Einrichtung der Bundesanstalt für Verkehr (BAV). die bei VERSA (Verkehrssicherheitsarbeit für Österreich) angesiedelt ist und in der Schweiz der Bereich Aviatik der Schweizerischen Sicherheitsuntersuchungsstelle (SUST).

### Schiffsverkehr
Die Internationale Seeschifffahrts-Organisation (IMO) legt internationale Richtlinien zur Untersuchung von Unfällen und Vorkommnissen im Seeverkehr fest.
In Deutschland ist die Bundesstelle für Seeunfalluntersuchung für die Aufnahme und Untersuchung von Unfällen in deutschen Hoheitsgewässern oder mit Beteiligung von unter deutscher Flagge fahrenden Schiffen zuständig. Ziel ist es dabei nicht, Verschulden oder Haftung zu ermitteln. Es sollen lediglich die Umstände und Ursachen ermittelt werden, die zu dem Unfall geführt haben, um daraus Sicherheitsempfehlungen für die Seeschifffahrt abzuleiten. Dadurch sollen zukünftige Unfälle vermieden werden.
In Österreich ist die Sicherheitsuntersuchungsstelle des Bundes (SUB), eine Einrichtung der Bundesanstalt für Verkehr (BAV) die Sicherheitsuntersuchungsstelle, in der Schweiz die Schweizerische Sicherheitsuntersuchungsstelle (SUST).

### Seilbahnen
In Österreich amtet die Sicherheitsuntersuchungsstelle des Bundes (SUB), eine Einrichtung des Bundesministeriums für Klimaschutz, Umwelt, Energie, Mobilität, Innovation und Technologie, in der Schweiz die SUST als Sicherheitsuntersuchungsstelle.

## Methoden (Beispiele)
- Die Berechnung der Kollisionsgeschwindigkeit
- Ein Weg-Zeit-Diagramm soll dem Gutachter oder Forscher die Darstellung der räumlichen und zeitlichen Entwicklung eines Unfalls ermöglichen. Damit lassen sich Fragestellungen nach der zeitlichen und räumlichen Vermeidbarkeit des Unfallgeschehens beantworten.

### Bücher
- Heinz Burg, Andreas Moser (Hrsg.): Handbuch Verkehrsunfallrekonstruktion. Unfallaufnahme, Fahrdynamik, Simulation. 2. Auflage. Vieweg+Teubner, 2009, ISBN 978-3-8348-0546-1.
- Team aus 41 Fachautoren und Praktikern: Unfallrekonstruktion. Das Lehr- und Nachschlagewerk auf dem Fachgebiet Verkehrsunfallrekonstruktion und Unfallforschung. Hrsg.: autorenteam GbR. 1. Auflage. Münster 2007, ISBN 3-00-019419-3 (unfallrekonstruktion.eu). Leseprobe

### Zeitschriften
- ZVS – Zeitschrift für Verkehrssicherheit
- Verkehr und Technik (V + T). Zeitschrift für Verkehrstechnik, Verkehrspolitik, Verkehrswirtschaft. Verband Öffentlicher Verkehrsbetriebe (VÖV), Bundesverband Deutscher Eisenbahnen (BDE), Berlin.
- Verkehrsunfall und Fahrzeugtechnik